# Angias
Angias de Sébaste († 320), l'un des Quarante martyrs de Sébaste (aujourd'hui Sivas en Turquie) sous Licinius ; fêté le 9 mars en Orient et localement le 10 mars en Occident.